# Mistrzostwa Świata w Żeglarstwie Lodowym 1976
Bojerowe mistrzostwa świata odbyły się w dniach 16-19 stycznia 1976 roku pod Sztokholmem. Bardzo dobrze zaprezentowali się Polacy, zdobywając złoty (Romuald Knasiecki) i srebrny medal (Zbigniew Stanisławski).
| Miejsce | Zawodnik              |
| ------- | --------------------- |
| 1       | Romuald Knasiecki     |
| 2       | Zbigniew Stanisławski |
| 3       | Ed Kraft              |
| 4       | Rolf Andersson        |
| 5       | Piotr Burczyński      |
| 6       | Hans Molter           |